# いけだピアまるセンター
いけだピアまるセンターは大阪府池田市にある歴史的建造物。池田実業銀行本店として建設されたが、現在は大阪府池田市のインキュベーションオフィスとして使われている。

## 概要
平成12年（2000年）に、池田市のインキュベーションオフィス（企業育成室）として開設。池田市は阪急電鉄や日清食品、池田銀行等企業の発祥地として知られ、中小企業や起業家を目指す人を支援する目的で設立された。名前の由来は、英語で桟橋や船着場を意味する｢ピア（pier）｣（施設の近くに、池田の伝承である唐船ヶ淵という船着場があることから）と、2000年に開設しゼロからの出発やネットワークを意味する物して「まる○」から成っている。能勢街道に面して建っている。
入居対象は新たに創業または創業5年以内の中小企業または企業家を目指す学生を含めた個人で、育成室の貸し出しは3年が期限。当初は空き室5室の貸し出しを予定していたが、予想を上回る応募があった事から、多目的ルームを間仕切りするなどして3室増やし、2000年9月から8者の入居が始まった。分野はIT関連から環境関連まで多岐にわたる。
1925年（大正14年）11月に建築された、池田市最古の鉄筋コンクリート建築。２階建てで、外部は基底部を石張風に仕上げ、隅部及び１，２階縦長上げ下げ窓間の狭い壁面を褐色タイル張として、頂部をアーキトレイブ風に作られている。
鉄道院出身の小笠原鈅が設計した。

## 交通アクセス
- 阪急宝塚本線池田駅より、北西に徒歩10分。